# 니즈네캄스크네프테힘
니즈네캄스크네프테힘(NizhnekamskNeftekhim Inc, NKNK, 러시아어: Нижнекамскнефтехим)는 러시아의 타타르 공화국 니즈네캄스크에 본사를 둔 석유화학 기업이다.